# Gunjenahalli, Nagamangala
Gunjenahalli là một làng thuộc tehsil Nagamangala, huyện Mandya, bang Karnataka, Ấn Độ.